# Плес маказа
Плес маказа  је оригинални плес који потиче из Чанке у јужним Андима, у Перуу. Плес се састоји од два или више плесача, у пратњи својих оркестара виолине и харфе. Плесачи плешу наизменично, правећи експлицитне покрете и изазовне кораке, као што је плес са само једном ногом.
Места где је овај плес најутицајнији су: Уанкавелика, Ајакучо, Хунин, Апуримак и Лима.
Унеско га је 2010. године прогласио за нематеријалну културну баштину.
Плес маказа може бити различитих врста. У такмичарском плесу, две плесачице плешу изазивајући једна другу.

## Историја
Плесачи маказа су потомци пре-Хиспанских свештеника, пророка, исцелитеља и шамана који су доживели прогон током колонијалне ере. Током овог колонијалног периода, почели су да се зову "супајпа ваман" (ђавољи син на кечуа језику) и нашли су се уточиште у највишим областима. Како је време пролазило, колонизатори су пристали да се врате, али су их условили да играју за католичког Бога и свеце.
Данас је то магично-религијски и ритуални плес који представља духове кроз њихове кореографије.
Перуански писац Хосе Марија Аргуедас (1911-1969) овековечио је плес у неколико романа.

## Симболизам
Плесачи маказа се поистовећују са ритуалном вештином. У основи, плес са маказама је импресиван приказ физичке уметности и вештине, али за андског човека то је сложен ритуал. Низ мистерија окружује играче (оне који изводе ритуал) који у налету снаге и гипкости тестирају своје умеће гимнастичким скоком уз звуке харфе и виолине, секући ваздух маказама.
Централни инструмент игре је сложен пар маказа од две независне металне плоче од приближно 25 цм, а када се два дела споје, формирају облик маказа са тупим крајевима. Маказе су замениле равно камење које се користило у претколумбовској Америци због сличног звука који су производили. Сматра се великим понижењем ако играчу маказе испадну из руке док игра.